# Калвија
Калвија (шп. Calvià) град је у Шпанији у аутономној заједници Балеарска острва у покрајини Балеарска острва. Према процени из 2008. у граду је живело 50.777 становника.

## Становништво
Према процени, у граду је 2008. живело 50.777 становника.
| 1981.  | 1991.  | 2001.  |
| ------ | ------ | ------ |
| 22.016 | 20.982 | 35.977 |